# Cristologie

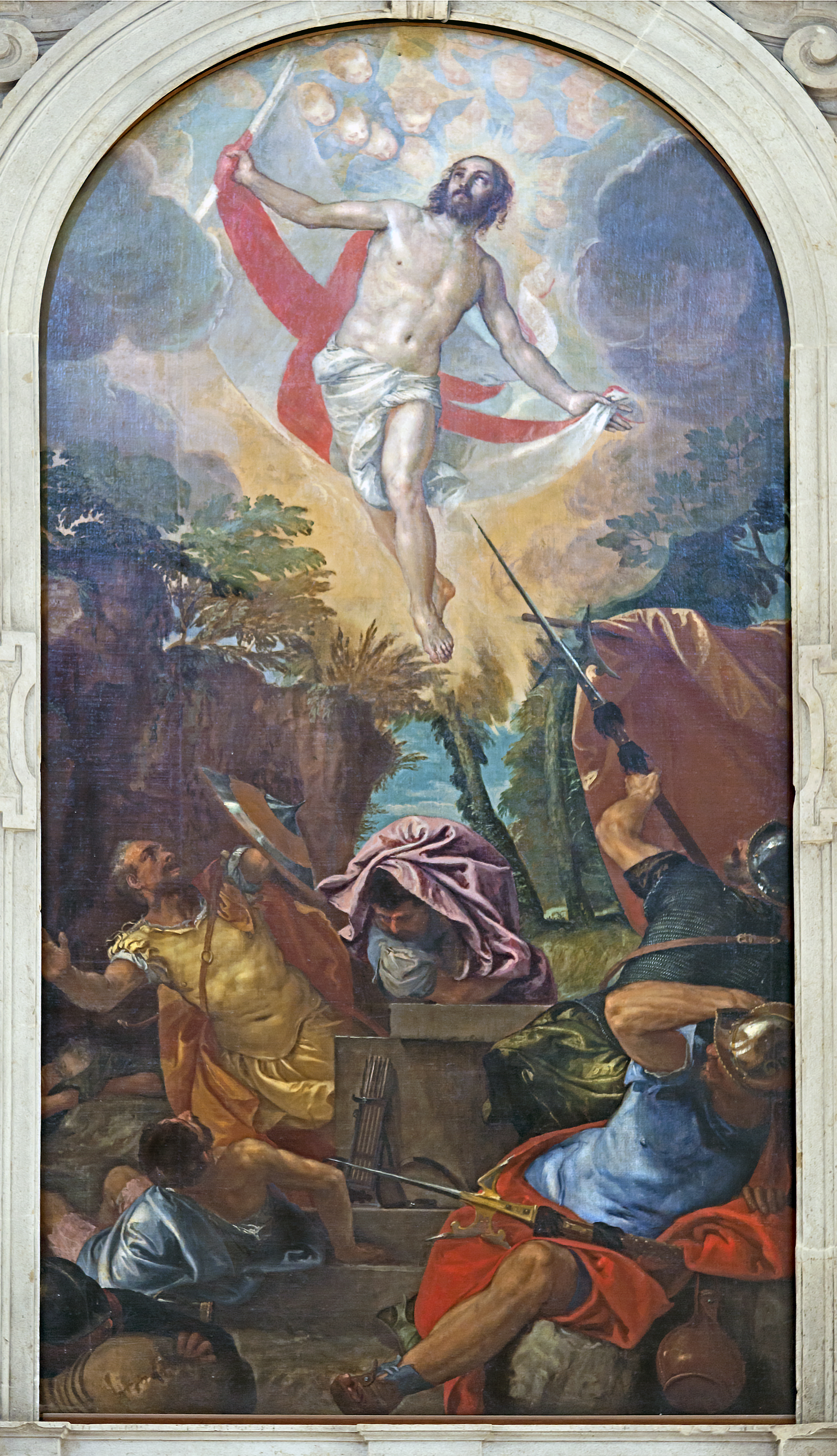
Paolo Veronese, Învierea lui Isus Cristos (cca. 1560).

Cristologia (din franceză Christologie) este o disciplină a teologiei creștine care se concentrează pe studiul naturii (persoanei) și al lucrării (rolul în mântuire) al lui Isus Cristos . Ea studiază umanitatea și divinitatea lui Isus Cristos și relația dintre aceste două naturi, și rolul pe care îl joacă în mântuire. 
Cele mai vechi scrieri creștine au dat mai multe titluri lui Isus, cum ar fi Fiul Omului, Fiul lui Dumnezeu, Mesia și Kyrios, care toate erau derivate din scripturile ebraice. Acești termeni s-au concentrat în jurul a două teme, și anume: „Isus ca figură preexistentă care devine om și apoi se întoarce la Dumnezeu ” și „Isus ca o creatură aleasă și„ adoptată ”de Dumnezeu”. 
Din secolele al II-lea până în al V-lea, relația dintre natura umană și divină a lui Cristos a fost un obiectiv principal al dezbaterilor în biserica timpurie și la primele șapte concilii ecumenice. În anul 451, Conciliul de la Calcedon a emis o formulare a unirii ipostatice a celor două naturi ale lui Hristos, una umană și una divină, „unite fără contopire, și fără împărțire”. Majoritatea ramurilor majore ale creștinismului occidental și ale ortodoxiei estice se subscriu la această formulare, în timp ce multe ramuri ale Bisericilor Ortodoxe Orientale o resping aderând la miafizitism. 

## Definiție și abordări
Hristologia (din greacă Χριστός Khristós și -λογία  , -logia ), literalmente „înțelegerea lui Hristos”,  este studiul naturii (persoanei) și al lucrării (rolul în mântuire)  lui Isus Hristos   </ref>  . Studiază umanitatea și divinitatea lui Isus Hristos și relația dintre aceste două aspecte și rolul pe care îl joacă în mântuire . 
„Cristologia ontologică ” analizează natura sau ființa  lui Iisus Hristos. „Hristologia funcțională” analizează lucrările lui Isus Hristos, în timp ce „hristologia soteriologică ” analizează punctele de vedere „ mântuitoare ” ale hristologiei . 

### Abordări
În Hristologie se pot distinge mai multe abordări. Termenul „hristologie de sus” sau „hristologie înaltă” se referă la abordări care includ aspecte ale divinității, cum ar fi Domnul și Fiul lui Dumnezeu, și ideea preexistenței lui Hristos ca Logosul (Cuvântul), așa cum este exprimat în prologul Evangheliei lui Ioan.                 
Aceste abordări interpretează lucrările lui Hristos în termenii divinității sale. Potrivit lui Pannenberg, hristologia de sus „era mult mai frecventă în Biserica antică, începând cu Ignatie al Antiohiei și apologiștii din secolul al II-lea”. Termenul „hristologie de jos” sau „hristologie scăzută” se referă la abordări care încep cu aspectele umane și slujirea lui Isus (inclusiv minunile, parabolele etc.) și se îndreaptă spre divinitatea sa și misterul întrupării .

### Persoana lui Hristos

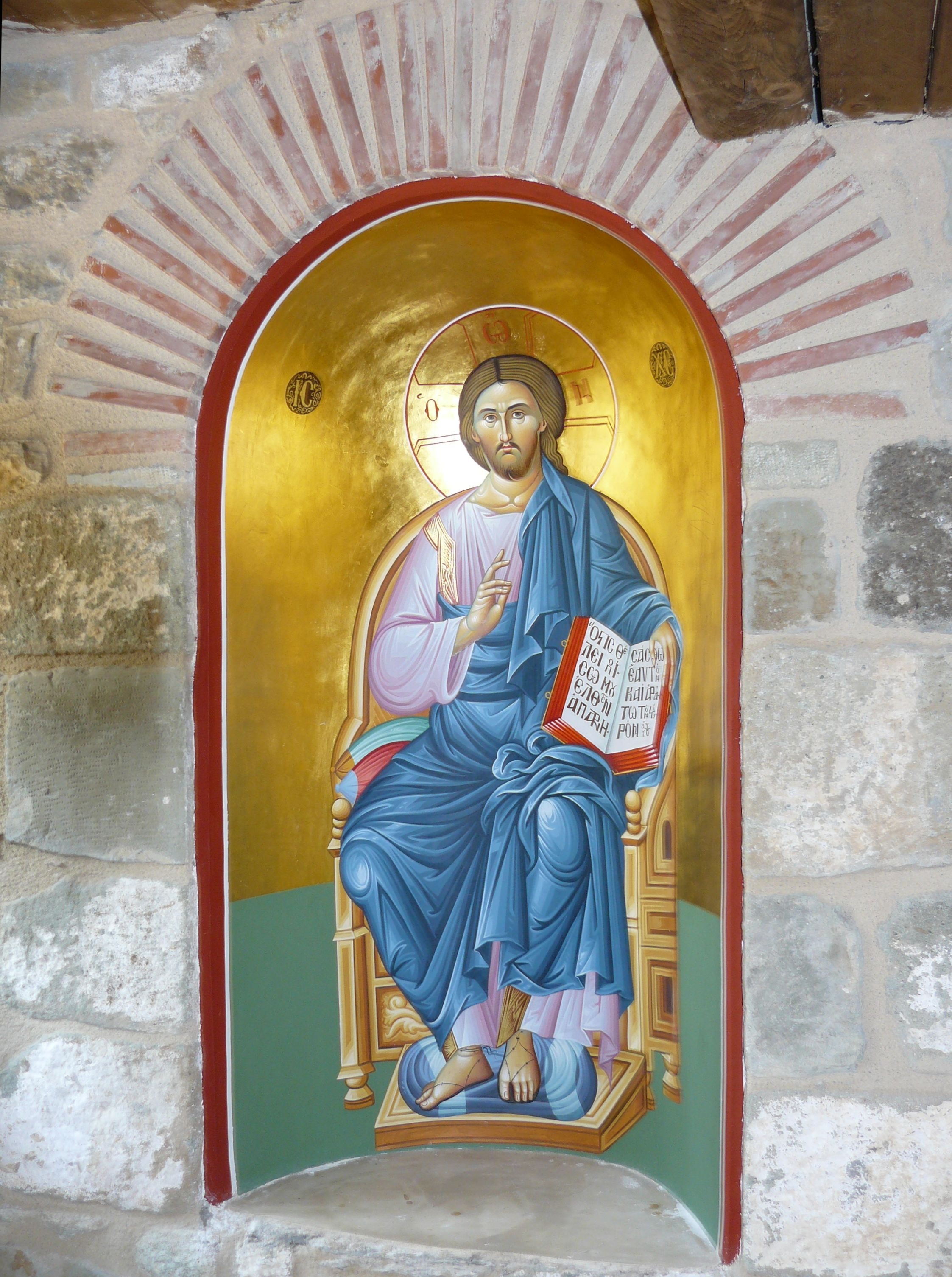
Hristos Pantocrator, mănăstirea Sfintei Treimi, Meteora, Grecia

O învățătură hristologică de bază spune că persoana lui Isus Hristos este atât umană, cât și divină. Naturile umană și divină ale lui Iisus Hristos aparent (prosopic) formează o dualitate, deoarece acestea coexistă în cadrul unei singure persoane (hypostasis - unirea ipostatică) . Nu există discuții directe în Noul Testament cu privire la natura dublă a Persoanei lui Hristos ca fiind atât divină cât și umană și încă din primele zile ale creștinismului, teologii au dezbătut diverse abordări pentru înțelegerea acestor naturi, uneori rezultând în conciliile ecumenice și schisme.  

## Doctrine creștine
Unele doctrine creștine istorice au obținut un sprijin larg. Le arătăm aici cu rezumate simplificate; consultați articolele conexe pentru detalii. 
- Monofizism (controverse monofizite, secolele III-VIII).                                                                                 După unirea divinului și a omului în întruparea istorică, Iisus Hristos a avut o singură natură
- Miafizismul (bisericile ortodoxe orientale).                        În persoana lui Iisus Hristos, natura divină și natura umană sunt unite într-o natură compusă ("physis").
- Dyofizitism (Crezul Calcedonian).

Hristos a menținut două naturi, una divină și una umană, înainte și după Întrupare 
- Monarhianismul ( Adopționismul - sec. II) și Modalismul Dumnezeu ca unul, în contrast cu doctrina Sfintei Treimi.

Hristologiile influente care au fost condamnate în mare măsură ca eretice  sunt: 
- Docetismul (sec. III-IV) a afirmat că forma umană a lui Isus era o simplă aparență fără realitate efectivă
- Arianismul (sec. IV) l-a văzut pe Isus ca pe un muritor obișnuit, deși în contact cu Divinul sau infuzat
- Nestorianismul (sec. V) a considerat cele două naturi (umane și divine) ale lui Iisus Hristos aproape complet distincte

Diferite consilii bisericești, în principal în secolele al IV-lea și al V-lea, au rezolvat cea mai mare parte a acestor controverse, făcând doctrina Trinității să fie ortodoxă în aproape toate ramurile creștinismului. Printre ele, numai doctrina Dyophysite a fost recunoscută drept adevărată și nu eretică, aparținând ortodoxiei creștine și depozitului credinței . 

### Mântuire
În teologia creștină, ispășirea este metoda prin care ființele umane pot fi împăcate cu Dumnezeu prin suferința și moartea sacrificială a lui Hristos. Ispășirea este iertarea  păcatului, în general, și a păcatului inițial, în special prin suferința, moartea și învierea lui Isus, care permite reconcilierea lui Dumnezeu cu creația sa. Datorită influenței lui Christus Victor (1879-1978) a lui Gustaf Aulèn (1931), diferitele teorii sau paradigme ale ispășirii sunt adesea grupate ca „paradigmă clasică”, „paradigmă obiectivă” și „paradigmă subiectivă”: 

## Paradigme
- Paradigma clasică[note 5]: 
  - Teoria Ransom a ispășirii, care ne învață că moartea lui Hristos a fost o jertfă de răscumpărare, de obicei, a fost plătită lui Satan sau morții în sine, după alte puncte de vedere plătite lui Dumnezeu Tatăl, în satisfacția pentru robie și datorie asupra sufletelor din umanitate ca urmare a păcatului riginar. Gustaf Aulén a reinterpretat teoria răscumpărării[27], numind-o doctrina Christus Victor, argumentând că moartea lui Hristos nu a fost o plată pentru Diavol, ci a învins puterile răului, care au ținut omenirea în stăpânirea lor[28] [29][30]|group=note}}.
  - Teoria recapitulării[31] care spune că Hristos a reușit acolo unde Adam a eșuat. Theosis-ul („divinizare”) este un „corolar” al recapitulării. [32]
- Paradigma obiectivă: 
  - Teoria satisfacției a ispășirii[note 6], dezvoltată de Anselm din Canterbury (1033/4101), care învață că Iisus Hristos a suferit răstignirea ca substitut pentru păcatul uman, satisfăcând doar mânia lui Dumnezeu pentru încălcările omenirii, datorită meritului infinit al lui Hristos[33].
  - Substituția penală, numită și „teoria criminalistică” și „pedeapsa viciară”, care a fost o dezvoltare a reformelor teoriei satisfacției lui Anselm[34][35]{{Refn|Penal substitution:
* Vincent Taylor (1956): "...the four main types, which have persisted throughout the centuries. The oldest theory is the Ransom Theory [...] It held sway for a thousand years [...] The Forensic Theory is that of the Reformers and their successors."[34]
* Packer (1973): "...;Luther, Calvin, Zwingli, Melanchthon and their reforming contemporaries were the pioneers in stating it [i.e. the penal substitutionary theory] [...] What the Reformers did was to redefine satisfactio (satisfaction), the main mediaeval category for thought about the cross. Anselm’s Cur Deus Homo?, which largely determined the mediaeval development, saw Christ’s satisfactio for our sins as the offering of compensation or damages for dishonour done, but the Reformers saw it as the undergoing of vicarious punishment (poena) to meet the claims on us of God’s holy law and wrath (i.e. his punitive justice)."[35]{{|group=note|name="Penal substitution"}}[36][37]|group=note|name="Baker.2006"}}.

În loc să considere păcatul ca un afront la onoarea lui Dumnezeu, vede păcatul ca încălcarea legii morale a lui Dumnezeu. Substituția penală vede omul păcătos ca fiind supus mâniei lui Dumnezeu, esența lucrării mântuitoare a lui Isus fiind înlocuirea lui în locul păcătosului, purtând blestemul în locul omului. 
- - Teoria guvernului moral, „care îl privește pe Dumnezeu ca și creatorul iubitor și guvernatorul moral al universului”. [38]
- Paradigma subiectivă: 
  - Teoria influenței morale a ispășirii[note 7], dezvoltată sau, în special, propagată de Abelard (1079-1142)[39][40] care a susținut că „Isus a murit ca demonstrație a iubirii lui Dumnezeu”, o demonstrație care se poate schimba inimile și mințile păcătoșilor, întorcându-se înapoi la Dumnezeu[41][42].
  - Teoria exemplelor morale, dezvoltată de Faustus Socinus (1539-1604) în lucrarea sa De Jesu Christo servatore (1578), care a respins ideea de „satisfacție viciară”[note 8].                      Potrivit lui Socinus, moartea lui Isus ne oferă un exemplu perfect de dedicare de sine sacrificată pentru Dumnezeu."[42]

Alte teorii sunt „teoria îmbrățișării” și teoria „ispășirii împărtășite”. 